# Shitō-ryū

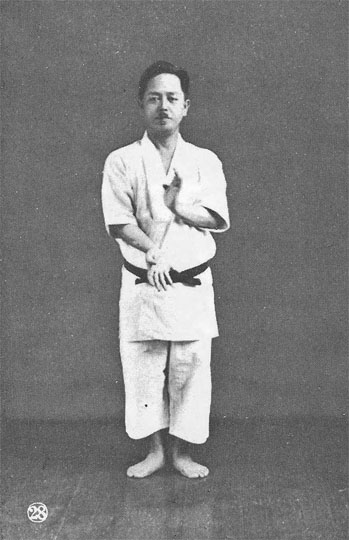
Mabuni Kenwa in 1938

Shitō-ryū (糸東流) is een vorm van karate die in 1934 werd opgericht door Kenwa Mabuni (摩文仁賢和, Mabuni Kenwa). Shitō-ryū is een synthese van de Okinawa Shuri-te en Naha-te scholen van karate en wordt tegenwoordig beschouwd als een van de vier belangrijkste stijlen van de vechtkunst.

## Geschiedenis
Kenwa Mabuni (Mabuni Kenwa 摩文仁賢和) werd geboren in Shuri, Okinawa in 1889. Mabuni was een 17e generatie afstammeling van de krijger Uni Ufugusuku Kenyu. Hij begon zijn instructie in zijn geboorteplaats in de kunst van Shuri-te (首里手) op 13-jarige leeftijd, onder de voogdij van Ankō Itosu (糸州 安恒, Itosu Ankō) (1831–1915). Hij trainde een aantal jaren ijverig en leerde veel kata. Het was Itosu die als eerste de Pinan-kata ontwikkelde, die mogelijk zijn afgeleid van de Kusanku-vorm.
Een van zijn goede vrienden, Chōjun Miyagi (宮城長順, Miyagi Chōjun) (grondlegger van Gojū-ryū Karate) introduceerde Mabuni bij Kanryō Higaonna (東恩納寛量, Higaonna Kanryō). Mabuni begon onder hem Naha-te (那 覇 手) te leren. Terwijl zowel Itosu als Higaonna een "hard-zachte" stijl van Okinawan "Te" onderwezen, waren hun methoden en accenten heel verschillend: de Itosu-syllabus omvatte rechte en krachtige technieken zoals geïllustreerd in de Naihanchi en Bassai kata; de Higaonna-syllabus legde de nadruk op cirkelvormige bewegingen en kortere vechtmethoden, zoals te zien is in de kata Seipai en Kururunfa. Shitō-ryū richt zich tot op de dag van vandaag op zowel harde als zachte technieken.
Hoewel hij trouw bleef aan de leer van deze twee meesters, zocht Mabuni instructie bij een aantal andere leraren, onder wie Seishō Arakaki, Tawada Shimboku, Sueyoshi Jino en Wu Xiangui (een Chinese kungfu-meester van de witte kraanvogel die bekend staat als Go-Kenki in het Japans). Mabuni was zelfs legendarisch vanwege zijn encyclopedische kennis van kata en hun toepassingen in Bunkai. Tegen de jaren 1920 werd hij beschouwd als de belangrijkste autoriteit op het gebied van Okinawaanse kata en hun geschiedenis en was hij zeer gewild als leraar door zijn tijdgenoten. Er zijn zelfs aanwijzingen dat zijn expertise werd gezocht in China, evenals in Okinawa en het vasteland van Japan. Als politieagent gaf hij les aan lokale wetshandhavers en in opdracht van zijn leraar Itosu begon hij les te geven op de verschillende middelbare scholen in Shuri en Naha.
In een poging om karate populair te maken op het vasteland van Japan, maakte Mabuni in 1917 en 1928 verschillende reizen naar Tokio. Anders dan de geheimhouding in eerdere generaties, was hij van mening dat het moest worden onderwezen aan iedereen die op een eerlijke en integere manier op zoek was naar kennis. Sterker nog, veel meesters van zijn generatie hadden vergelijkbare opvattingen over de toekomst van karate: Gichin Funakoshi (oprichter van Shotokan), een andere tijdgenoot, was in de jaren 1920 naar Tokio verhuisd om zijn kunst ook op het vasteland te promoten.
In 1929 was Mabuni naar Osaka op het vasteland verhuisd om fulltime karate-instructeur te worden in een stijl die hij oorspronkelijk Hanko-ryū noemde, of "halfharde stijl". De naam van de stijl veranderde in Shitō-ryū, ter ere van de belangrijkste invloeden. Mabuni ontleende de naam voor zijn nieuwe stijl aan het eerste kanji-personage aan de namen van zijn twee primaire leraren, Itosu en Higashionna (ook wel Higashionna genoemd). Met de steun van Ryusho Sakagami (1915–1993) opende hij een aantal Shitō-ryū- dojo's in de omgeving van Osaka, waaronder een aan de Kansai University en de Japanse Karatedō-kai-dojo. Tot op de dag van vandaag is het grootste contingent van Shitō-ryū-beoefenaars in Japan gecentreerd in de omgeving van Osaka.
Mabuni publiceerde een aantal boeken over dit onderwerp en ging door met het systematiseren van zijn instructiemethode. In zijn laatste jaren ontwikkelde hij een aantal formele kata's, zoals Aoyagi, dat speciaal is ontworpen voor zelfverdediging van vrouwen. Tot op de dag van vandaag erkent Shitō-ryū de invloeden van Itosu en Higaonna: de kata-syllabus van Shitō-ryū wordt nog steeds vaak zo vermeld dat de twee lijnen worden weergegeven.

## Opvolging

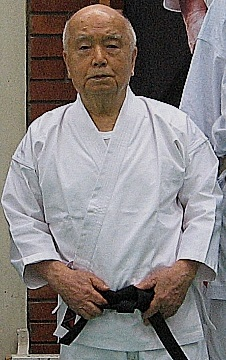
Kenei Mabuni in 2008

Kenwa Mabuni overleed op 23 mei 1952, waarna een twist over de opvolging ontstond tussen zijn twee zonen, Kenzo (1927-2005) en Kenei (1918-2015). Zo komt het dat de Shitō-ryū International Karate-dō Kai (ook bekend als Seito Shitō-ryū) Kenzō Mabuni als de tweede Sōke van Shitō-ryū noemt, terwijl de World Shitō-ryū Karate-dō Federation (ook bekend als Shitō -kai Shitō-ryū) Kenei Mabuni noemt. Volgens de Japanse traditie wordt de oudste zoon beschouwd als de opvolger en erfgenaam van alles wat zijn vader bezat, inclusief de titel van Soke. Kenei Mabuni werd opgevolgd door zijn zoon, Kenyu Mabuni, als de derde Soke van Shito-Ryu. Kenyu werd gezalfd tot de volgende Soke (opvolger) van het systeem tijdens een inauguratieceremonie die op 28 februari 2016 in Osaka werd gehouden, waarmee hij het werk van zijn vader en zijn grootvader voortzette, wat de verspreiding is van het oorspronkelijke Shito ryu Karate-werk wereldwijd.

## Kenmerken
Shitō-ryū is een combinatiestijl, die probeert de diverse wortels van karate te verenigen. Aan de ene kant heeft Shitō-ryū de fysieke kracht en lange krachtige houdingen van Shuri-te afgeleide stijlen, zoals Shorin-ryū en Shotokan (松涛館); aan de andere kant heeft Shitō-ryū ook de cirkelvormige en achtrichtingsbewegingen, ademkracht en harde en zachte kenmerken van Naha-te-stijlen zoals Uechi-ryū en Gōjū-ryū (剛柔流). Shitō-ryū is extreem snel, maar kan nog steeds artistiek en krachtig zijn. Bovendien formaliseert en benadrukt Shitō-ryū de vijf verdedigingsregels, ontwikkeld door Kenwa Mabuni, en bekend als Uke no go gensoku (受けの五原則), Uke no go genri (受けの五原理), of Uke no go ho (受けの五法):
- 落花 (rakka, "vallende bloemblaadjes"). De kunst om met zo'n kracht en precisie te blokkeren dat de aanvallende beweging van de tegenstander volledig wordt vernietigd. Voorbeelden van rakka zijn de meest bekende blokken, zoals gedan-barai (下段払い) of soto-uke (外受け).
- 流水(ryūsui, "stromend water"). De kunst om rond de beweging van de aanvaller te stromen en er zacht doorheen te blokkeren. Voorbeelden zijn nagashi-uke (流し受け) en osae-uke (押さえ受け).
- 屈伸 (kusshin , "elasticiteit"). Dit is de kunst om terug te stuiteren, energie op te slaan terwijl je terugdeinst voor de aanval van de tegenstander, van houding te veranderen of te verlagen om vervolgens onmiddellijk tot rust te komen en een tegenaanval uit te voeren. Klassieke voorbeelden zijn stand overgangen zenkutsu (前屈立ち) naar kōkutsu (後屈立ち) en moto-dachi (基立ち) naar nekoashi-dachi (猫足立ち).
- 転位 (ten'i, "omzetting"). Ten'i is het gebruik van alle acht bewegingsrichtingen, vooral het weggaan van de aanvalslinie.
- 反撃(hangeki, "tegenaanval"). Een hangeki-verdediging is een aanval die tegelijkertijd de aanval van de tegenstander afbuigt voordat deze de verdediger kan bereiken. Voorbeelden hiervan zijn verschillende soorten tsuki-uke (突き受け), waaronder yama-tsuki (山突き).

Moderne Shitō-ryū-stijlen leggen ook een sterke nadruk op sparring. Shitō-ryū legt de nadruk op snelheid en zuinigheid van beweging, en vechten wordt over het algemeen gestart vanuit een hogere, meer rechtopstaande houding dan Shotokan gebruikt. Aan de andere kant, omdat de stijl een relatief hoog aantal kata heeft, wordt er veel tijd besteed aan het perfectioneren van vormen.